# 宓莹
宓莹是上海市徐汇区汇师小学校长，曾獲得上海市教育系统三八红旗手、上海市特级校长。

## 生平
宓莹曾在师范学校读书。1992年，宓莹前往汇师小学实习，她的身份是小学数学教师。1994年从师范毕业后正式入編汇师小学。1997年，宓莹加入中國共產黨。2009年，宓莹出任汇师小学校長。